# Iwao Miyajima
Iwao Miyajima (japanisch 宮嶋 巌 Miyajima Iwao; * 2. Mai 1914 in Otaru; † 21. Juni 2005) war ein japanischer Skispringer.

## Werdegang
Miyajima wurde dank des Gewinns der Bronzemedaille bei den japanischen Skisprungmeisterschaften 1935 in Ōkurayama in die Zusammensetzung der japanischen Nationalmannschaft für die Olympischen Winterspiele 1936 in Garmisch-Partenkirchen aufgenommen. Die Reise ins Dritte Reich war seine erste Auslandsreise in seinem Leben. Nachdem er vor Beginn der Olympischen Spiele in Europa angekommen war, nahm er auch am internationalen akademischen Springwettbewerb in Mürren teil und belegte dort den 3. Platz. Beim Skisprungwettbewerb der Olympischen Spiele in Garmisch-Partenkirchen belegte er nach zwei Sprüngen über eine Distanz von 63,5 Metern den 31. Platz, vor 16 klassifizierten Konkurrenten.